# Câmbio cortical
Em botânica, chama-se câmbio cortical, câmbio suberoso, meristema subero-felodérmico ou ainda felogênio ao meristema secundário das plantas vasculares que dá origem à periderme - a "casca" das árvores e outras plantas com crescimento secundário.
O câmbio cortical é uma camada cilíndrica de células indiferenciadas que possuem parede e se dividem continuamente, dando origem a células diferenciadas. 
Originadas por divisão das células do felogênio, em direção à parte externa da planta, as células que se formam do lado exterior deste meristema têm paredes espessas e, muitas vezes, reforçadas com suberina e protegidas por tanino, que é um antisséptico.Essa camada é conhecida como súber.
Esta "casca" vai substituir a epiderme primária, que se vai rompendo e secando à medida que os novos tecidos internos se desenvolvem (a madeira ou lenho), continuando a proteger a planta.
Em algumas arvores pode ocorrer a ritidoma, que consiste nas camadas de súber, tecidos corticais e floema, ele atua como isolante térmico, evita desidratação e protege a planta contra choques mecânicos. O sobreiro é um desses representantes, sua “casca” se desenvolve de tal modo que pode ser parcialmente retirada, para fins comerciais, sem danificar a planta.
O felogênio também faz divisões celulares para a parte interna da planta, assim, formando a feloderme. A feloderme é composta por várias camadas de células parenquimáticas.